# Otto I van Brunswijk-Göttingen
Otto I van Brunswijk-Göttingen bijgenaamd de Slechte (circa 1340 - Hardegsen, 13 december 1394) was van 1367 tot aan zijn dood hertog van Brunswijk-Göttingen. Hij behoorde tot het huis Welfen.

## Levensloop
Otto I was de oudste zoon van hertog Ernst van Brunswijk-Göttingen en diens echtgenote Elisabeth, dochter van landgraaf Hendrik II van Hessen. Na het overlijden van zijn vader in 1367 nam Otto de regering van dit kleine en economisch zwakke hertogdom over. Hij resideerde aanvankelijk in de stad Göttingen, waar hij vaak grote steekspeltoernooien hield. Ook had hij een reeks disputen met de stadsbevolking van Göttingen.
Otto had als bijnaam de Slechte, die hij gekregen had als gevolg van de vrijwel ononderbroken reeks van disputen waarin hij betrokken was. Otto werd eveneens beschreven als een prominente vertegenwoordiger van het vroegere ridderschap. Hij beschouwde zichzelf als een nobele ridder die vocht tegen andere vorsten of steden, wiens stijgende macht een doorn in het oog was voor Otto. Tijdens zijn vele disputen wisselde hij vaak van alliantie. Soms vocht hij zelfs meerdere disputen tegelijkertijd uit. 
Vanaf het begin van zijn bewind moest hij erfclaims van het landgraafschap Hessen trotseren. Otto probeerde deze claims tegen te gaan door een alliantie met de ridder van de Sterliga aan te gaan, maar uiteindelijk moest hij een financiële compensatie betalen aan het landgraafschap Hessen. Ook vocht hij aan de zijde van hertog Magnus II van Brunswijk-Wolfenbüttel in de Successieoorlog om het hertogdom Brunswijk-Lüneburg tegen de Ascaniërs. Tijdens deze oorlog was Otto in staat om van 1374 tot 1381 de stad Brunswijk bezet te houden.
In 1387 probeerde Otto om zijn invloed in de stad Göttingen te vergroten, maar met weinig succes. In april bestormden de stadsburgers van Göttingen het kasteel van Otto dat zich binnen de stadsmuren bevond. Als wraak liet Otto daarop omliggende dorpen en boerennederzettingen verwoesten. In juli 1387 werd hij vervolgens verslagen door een leger van stadsburgers, waarna Otto in augustus de zelfstandigheid van de stad moest erkennen en Göttingen moest verlaten.
Nadat Otto uit Göttingen was verdreven, ging hij in de stad Hardegsen resideren, waar hij in 1394 stierf. Tegen het einde van zijn leven was Otto onder excommunicatie geplaatst, waardoor hij na zijn overlijden werd begraven in ontheiligde grond ten noorden van de kerk van het klooster Wiebrechtshausen in Northeim. Nadat Otto postuum van zijn excommunicatie werd ontdaan, werd er een graftombe op zijn begraafplaats gezet en werd er een kapel rond de graftombe gebouwd. Deze kapel werd later verbonden met de kloosterkerk. 
Door de vele disputen die Otto I had gevoerd, liet hij een politiek gedesorganiseerd hertogdom met hoge schulden na. Zijn zoon Otto II volgde hem op.

## Huwelijk en nakomelingen
In 1379 huwde Otto met Margaretha (1364-1442), dochter van hertog Willem van Gullik-Berg. Ze kregen twee kinderen:
- Otto II (1380-1463), hertog van Brunswijk-Göttingen
- Elisabeth, huwde met hertog Erik I van Brunswijk-Grubenhagen